# Purakê
Purakê (2021) é o segundo álbum da cantora e compositora brasileira Gaby Amarantos, lançado no dia 2 de setembro de 2021. 
O álbum foi produzido pelo artista paraense Jaloo, e tem participações especais de Elza Soares, Ney Matogrosso, Liniker, Alcione, Dona Onete, entre outras.  O nome Purakê é uma alusão ao peixe-elétrico pré-histórico da Amazônia, cuja voltagem chega a 860 volts, enfatizando a eletricidade natural que a cantora considera uma característica do álbum.

## Lista de faixas
| N.º | Título                                                    | Compositor(es)                                     | Duração |  |
| 1.  | "Última Lágrima" (part. Elza Soares, Alcione, Dona Onete) | Gaby Amarantos, Dona Onete, R.Rosas                | 4:20    |  |
| 2.  | "Opará" (part. Luedji Luna)                               | Gaby Amarantos, Jaloo, Lucas Estrela               | 3:10    |  |
| 3.  | "Amor Fake"                                               | Gaby Amarantos, Félix Robatto, A.Espíndola,R.Rosas | 2:39    |  |
| 4.  | "Sangrando" (part. Potyguara Bardo)                       | Gaby Amarantos, R.Rosas, A.Espíndola               | 2:47    |  |
| 5.  | "Embraza"                                                 | Gaby Amarantos, Jaloo                              | 3:13    |  |
| 6.  | "Amor Pra Recordar" (part. Liniker)                       | Gaby Amarantos, Jaloo, Tonny Brasil                | 3:27    |  |
| 7.  | "Rio"                                                     | Gaby Amarantos                                     | 2:59    |  |
| 8.  | "Vênus Em Escorpião" (part. Ney Matogrosso, Urias)        | Gaby Amarantos, Jaloo, Lucas Estrela               | 3:36    |  |
| 9.  | "Selfie"                                                  | Gaby Amarantos, Arthur Espíndola, Lucas Gouvêa     | 2:50    |  |
| 10. | "Iniciação"                                               | Gaby Amarantos, Jaloo, Lucas Estrela               | 2:01    |  |
| 11. | "Rolha"                                                   | Gaby Amarantos, Arthur Espíndola, Félix Robatto    | 2:12    |  |
| 12. | "Arreda" (part. Leona Vingativa, Viviane Batidão)         | Gaby Amarantos, Félix Robatto, Arthur Espíndola    | 2:43    |  |
| 13. | "Tchau" (part. Jaloo)                                     | Gaby Amarantos, Jaloo, A.Espíndola, Lucas Gouvêa   | 2:26    |  |

1. ↑  Minas, Estado de; Minas, Estado de (6 de setembro de 2021). «Gaby Amarantos lan�a Purak� e garante: Amaz�nia faz a m�sica do futuro». Estado de Minas. Consultado em 14 de setembro de 2021 replacement character character in |titulo= at position 19 (ajuda)
2. ↑  Malta, Roberta (29 de julho de 2021). «Após dez anos, Gaby Amarantos lança segundo álbum da carreira: vem aí PURAKÊ». Marie Claire
3. ↑  «Gaby Amarantos apresenta 'Purakê': sonoridade amazônica e mixes de ritmos do Brasil». Vogue. Consultado em 14 de setembro de 2021